# Xã Prairie Grove, Quận Washington, Arkansas
Xã Prairie Grove (tiếng Anh: Prairie Grove Township) là một xã thuộc quận Washington, tiểu bang Arkansas, Hoa Kỳ. Năm 2010, dân số của xã này là 5.904 người.